# Julfest

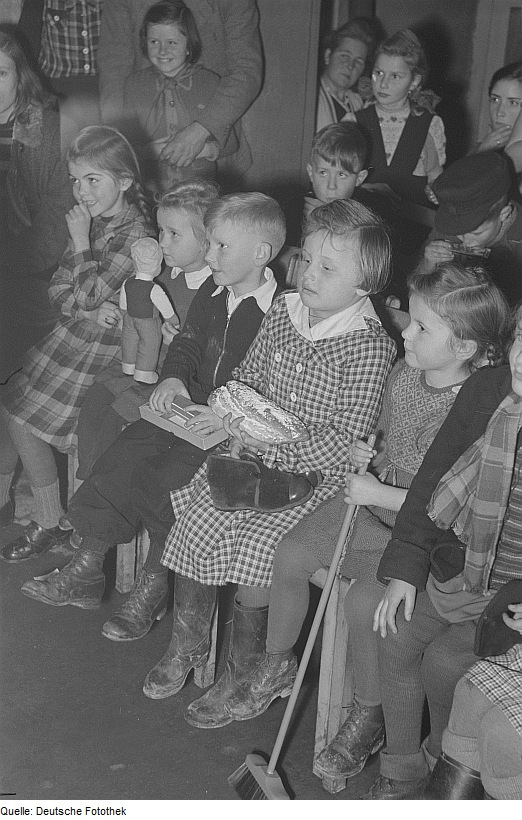
Barn på julfest i Västtyskland 1952.

En julfest är en fest, som hålls i anslutning till julen, antingen på själva julafton, alternativt juldagen, eller några dagar innan/efter. Julfesterna kan vara av olika karaktär:
- Luciaspelet i förskolan, skolan eller på fritidset.
- Julspelet i skolan eller kyrkan.
- Julavslutningen i skolan.
- Julbordet som serveras på restaurangen, arbetsplatsen eller i hemmet.
- Julskyltningen eller julen som dansas in när julgranen placerats på stadens torg.
- Julgransplundringen, som markerar julens avslutning.
- Julmarknad